# قاي سميت
قاي سميت (بالهولندية: Guy Smit) هو لاعب كرة قدم هولندي، ولد في 19 يناير 1996 في Doetinchem ‏ في هولندا.